# الكسندر غالياموف
ألكسندر رومانوفيتش غالياموف (بالروسية: Александр Романович Галлямов، تتار: Александр Романович Галләмов ، من مواليد 28 أغسطس 1999) هو لاعب تزلج زوجي روسي مع شريكته في التزلج أناستازيا ميشينا ، هو بطل الألعاب الأولمبية الشتوية 2022 في حدث الفريق وحاصل على الميدالية البرونزية في 2022 للأزواج الأولمبية ، وبطل العالم 2021 ، وبطل أوروبا 2022 ، والحاصل على الميدالية البرونزية في نهائي سباق الجائزة الكبرى 2019-20 ، وهو سباق الجائزة الكبرى ثلاث مرات بطل الحدث ، والبطل الوطني الروسي 2022. وهو أيضًا بطل العالم للناشئين لعام 2019 ، الحاصل على الميدالية البرونزية في بطولة العالم للناشئين لعام 2018 ، وبطل نهائي سباق الجائزة الكبرى للناشئين 2018-19 ، والبطل الوطني الروسي للناشئين لعام 2019.
فازت ميشينا / غالياموف بالميدالية الذهبية في أول ظهور لها في العالم في بطولة العالم 2021 ، ليصبح ثاني أصغر ثنائي يفوز ببطولة العالم بعد إيكاترينا غورديفا
و سيرغي غرينكوف.